# 나의 수기, 정수기
"나의 수기, 정수기"(나의 수기 : 정수기)는 한국에서 제작된 임찬익 감독의 2000년 영화이다. 김한 등이 주연으로 출연하였다.

## 출연

### 주연
- 김한
- 유선
- 송창곤

## 기타
- 조감독: 김혁